# Enakost spolov na delovnem mestu

### Enakost spolov
»Enakost spolov je enakost moških in žensk. Pomeni, da tako ženske kot moški lahko razvijajo svoje veščine in sprejemajo odločitve, brez omejitev v obliki stereotipov, spolnih vlog in predsodkov. Četudi imajo moški in ženske drugačne cilje in potrebe, ter se drugače vedejo, so vseeno obravnavani enakovredno. Ne pomeni pa, da morajo moški in ženske postati enaki. Cilj enakosti spolov je izenačiti pravice, odgovornosti in priložnosti tako, da le-te niso odvisne od spola s katerim se je oseba rodila. To dosežemo ali tako, da z obema spoloma ravnamo enako; ali pa drugače z upoštevanjem enakosti pravic, dolžnosti in priložnosti.«
Prevedeno iz -  ABC Of Women Worker's Rights And Gender Equality, ILO, 2000. p. 48.
Enakost spolov je torej ideja, ki stremi k enakosti priložnosti in pravic vseh ljudi, ne glede na njihov spol in se zavzema za enakopravno ravnanje z osebami obeh spolov. Je eden izmed 17 razvojnih ciljev Organizacije združenih narodov – naše doseganje tega cilja vsako leto izmeri oddelek Organizacije združenih Narodov za razvoj človekovih pravic.

#### Enakost spolov na delovnem mestu
Če enakost spolov postavimo v kontekst delovnega mesta, lahko naštejemo naslednje cilje:
·        Enaka plača za enakovredno delo
·        Odstranitev ovir, ki bi ženskam onemogočale zaposlitev
·        Dostop do vseh delovnih mest, ne glede na spol
·        Odstranitev diskriminacije na podlagi spola, predvsem v povezavi z družinskimi obveznostmi
Enakost spolov na delovnem mestu, oziroma ekonomska enakost spolov je predvsem pomembna, ker je dober indikator splošnega ekonomskega blagostanja države.

#### Neenakost spolov na delovnem mestu
Dandanes je veliko iniciativ, ki si prizadeva doseči zgoraj omenjene cilje. Kljub vsem prizadevanjem, pa ostaja veliko poklicev močno spolno segregiranih. V skupino večinsko moških poklicov spadajo poklici delavskega razreda ter poklici povezani s tehnologijo in strojništvom. Pretežno ženski pa so poklici iz področja nege, svetovanja in drugih storitev, ki so namenjene osebam.
Posebej se poudarja prav skupek naravoslovnotehniških poklicov, ki jih lahko imenujemo z angleško kratico STEM in  na vodstvene položaj v podjetjih, kjer kljub prizadevanju izenačitve še vedno primanjkuje ženskih zaposlenih. Pomembno je izpostaviti da je področje STEM unikatno v skupini znanosti – ostale discipline so veliko manj spolno segregirane, v nekaterih celo prevladujejo ženske.  
Razlag za ta dva fenomen je veliko, nekatere se opirajo na fenomen seksizma in spolne diskriminacije; druge pa na razlike v interesih med moškimi in ženskami. 

### Pomanjkanje žensk v STEM in vodilnih položajih - Trenutni konsenz
V zahodnem svetu se poudarja sociološke razlage tega fenomena, pri čemer naj bi bila sistematična diskriminacija nad ženskami s strani moških na vodstvenih položajih in seksistični predsodki glavni dejavnik vpliva na nizko zastopanost žensk. Primer te diskriminacije naj bi bila:
·        Učinek steklenega stropa (ang. Glass Ceiling effect), ki predpostavlja, da na karierni poti obstaja navidezna pregrada v obliki sistematske diskriminacije (stekleni strop), ki večini žensk onemogoča vertikalno napredovanje prek nje.
·        Gender pay gap – Pokazalo se je, da v povprečju ženske zaslužijo zgolj 77% moškega povprečnega zaslužka. Ta figura pa ne upošteva različnih delovnih mest, razlike v številu ur preživetih v službi in drugih faktorjev, ki ob kontroliranju zmanjšajo razliko na par procentov.
Stekleni strop naj bi bil posledica ženskega vstopa v delovno silo – Delovni trg, ki je bil veliko časa pretežno moško okolje je sedaj veliko bolj spolno heterogen. To pa vodi moške do strahu pred izgubo moči in posledično oviranja žensk pri doseganju kariernih ciljev.
Problem metafore steklenega stropa je v tem, da nam preprečuje ustrezno raziskovanje realnih vzrokov, ki stojijo za pomanjkanjem oseb ženskega spola na najvišjih mestih v kariernem svetu. To, da je manj žensk na vplivnih položajih, še ne pomeni da podjetja in njihovi zaposleni diskriminirajo proti ženskam in jim onemogočajo dostop do teh položajev. Obstaja še veliko drugih možnih razlag, ki pa jih ne raziščemo zaradi preokupacije s »steklenim stropom«.
»Wage gap« se velikokrat uporablja kot dokaz sistematične diskriminacije nad ženskami, toda razlika v povprečnem zaslužku med moških in žensk je ravno to – razlika med zaslužkom povprečnega moškega in povprečne ženske. Nič nam pa ne pove o razliki med plačo moškega in ženske, ki sta zaposlena na istem delovnem mestu, opravita enako število delovnih ur in enako kvalitetno delo. Te razlike pa ne sme biti, saj je določanje plače glede na spol zaposlenega protizakonito. Ob nadzorovanju raznih faktorjev, ki vplivajo na zaslužek, pridemo do ugotovitve da se razlika med plačo moških in žensk zniža na par procentov. To seveda ne pomeni, da diskriminacija ni prisotna, vidimo pa da ni primarni vzrok za razliko v plačilu. Posledično, razlika v plačilu ne more biti dokaz za prisotnost diskriminacije.
Sploh pa spolna diskriminacija ne pojasni zakaj je spolna segregacija ogromna pri poklicih, ki so povezani s strojništvom in tehnologijo pri drugih, enako prestižnih (pravo, medicina) pa je ni. 

### Spolna segregacija kot posledica različnih interesov
Če vzrok za različne karierne poti ni zunanjega izvora (diskriminacija), je pa morda notranjega. Sociološke razlage velikokrat ne upoštevajo možnosti izbire, ki jo ima posamezna oseba pri odločanju za karierno pot, sploh v zahodnem svetu. V pomoč pri raziskovanju kariernih izbir posameznikov nam je Hollandova taksonomija interesov RIASEC, ki se deli na 6 kategorij:
·        Realistični 
·        Raziskovalni (Investigative)
·        Umetniški (Artistic)
·        Socialni
·        Podjetniški (Enterprising)
·        Konvencionalni
Pokazalo se je, da lahko te interese grupiramo preko dveh nadrednih faktorjev:
·        Osebe – Predmeti
·        Ideje – Podatki
Zanima nas predvsem faktor Osebe – Predmeti. Polu »Osebe« ustrezajo umetniški, socialni in podjetniški tip interesa, polu »Predmeti« pa realistični, raziskovalni in konvencionalni. 
Lippa je v svoji študiji našel zelo veliko razliko (d = 1,18) med interesi moških in žensk. Medtem, ko se ženske predvsem zanimajo za aktivnosti, ki ustrezajo polu »Osebe« (svetovanje, nega); se moški rajši odločajo za aktivnosti, ki ustrezajo polu »Predmeti« (strojništvo, mehanika). Ta razlika je kulturno univerzalna, kar kaže na biološki izvor.
Še bolj zanimivo pa je, da so te razlike bolj izrazite v spolno enakopravnih državah, kot v državah z manj egalitarnimi stališči do spolnih vlog. Avtorji to razlagajo na več načinov:
·        V spolno egalitarnih državah je standard življenja višji, zato je manj zunanjih pritiskov na posameznika, ki se lahko svobodno odloča v skladu s svojimi preferencami. Tako se vrojene razlike med moškimi in ženskami še povečajo.
·        V spolno egalitarnih državah so skupine prijateljev veliko bolj spolno heterogene, zato se posamezniki pogosteje primerjajo z osebami nasprotnega spola in se tako pojmujejo kot bolj različne. 
Ko imamo več svobode pri odločanju, se razlike med moškimi in ženskami povečajo in postanejo razlike v interesih očitne. 
Posledično pričakujemo, da bodo najbolj spolno segregirani tisti poklici, ki so najbolj ekstremno usmerjeni k osebam oziroma predmetom:
·        Večina moških: inženirji, gradbeniki, inštalaterji, letalski serviserji 
·        Večina žensk: vzgojiteljice, zobne higieničarke, medicinske sestre, logopedinje 
Če te poklice razvrstimo glede na RIASEC shemo vidimo tole:
| Poklic              | Interesi |
| Mehanski Inženir    | RIC      |
| Gradbenik           | RIC      |
| Inštalater          | RC       |
| Letalski serviserji | RCI      |
| Vzgojiteljica       | SA       |
| Zobna higieničarka  | SRC      |
| Medicinska sestra   | SIR      |
| Logopedinja         | SIA      |

Tabela 1: Razvrstitev poklicev glede na tip interesa
Predominantno moški poklici so ekstremno k predmetom usmerjeni. Pri predvsem ženskih poklicih tega ni videti, spadajo pa primarno pod socialni interes, kar je ena izmed dimenzij usmerjenosti k osebam. 
Podobno velja za študijske programe. Naravoslovnotehniški študiji kot so strojništvo, matematika in računalništvo privabljajo predvsem fante, medtem ko družboslovje, biologijo in nego študirajo predvsem dekleta.
Zanimivo razlago za to poda študija avtorjev Wang, Eccles in Kenny, kjer se je na vzorcu 1000 dijakov pokazalo naslednje:
·        70% več deklet kot fantov je imelo visoke verbalne IN matematične sposobnosti
·        Za fante je bilo dvakrat bolj verjetno, da imajo visoke matematične sposobnosti ob odsotnosti visokih verbalnih sposobnosti
·        Ne glede na spol so se dijaki z visokimi matematičnimi sposobnostmi in odsotnostjo visokih verbalnih sposobnosti v odraslosti pogosteje zaposlili v naravoslovnotehničnem področju
·        Ne glede na spol so se dijaki z visokimi verbalnimi in matematičnimi sposobnostmi manj pogosto zaposlili v naravoslovnotehničnem področju 
Iz tega lahko sklepamo, da se visoko sposobne deklice redkeje odločajo za naravoslovnotehniške poklice od visoko sposobnih fantov. To pa zato, ker imajo za razliko od fantov visoko razvite tudi verbalne sposobnosti in posledično več možnosti pri izbiri poklica.

### [11]Spolna segregacija kot posledica različnih vrednot
Pri izbiri poklica pa ni pomembno zgolj delo, ki ga opravljamo, ampak tudi kompenzacija za delo ter delovni pogoji. Načeloma velja, da je delo bolje plačano, če so delovni pogoji slabši. Delavci, ki se med delom postavljajo v nevarnost so temu primerno tudi kompenzirani. Če pogledamo spolno zastopanost 5 najnevarnejših poklicov iz leta 2013, vidimo da je pri vseh najmanj 90% zaposlenih moških
| Poklic                              | Smrtnost na 100,000 delavcev | Delež moških (v %) |
| Gozdarji                            | 91.3                         | 97.9               |
| Ribiči                              | 75                           | 100                |
| Letalski piloti                     | 50.6                         | 94.5               |
| Rudarji, delavci na naftni ploščadi | 46.9                         | 97.9               |
| Tesarji                             | 38.7                         | 99.3               |

Tabela 2: Najnevarnejši poklici in delež moških
Podobno pa so poklici, kjer prevladujejo ženske, ocenjeni kot bolj delavcu prijazni. Tudi tukaj se torej med spoloma pokaže razlika – moškim je pomembnejše plačilo in se zato odločajo za delo s slabšimi delovnimi pogoji, ženske pa žrtvujejo višjo plačo za boljše delovne pogoje.
Eden izmed ključnih dejavnikov, ki vpliva na pomanjkanje žensk na vodstvenih in visoko plačanih položajih pa je število let delovnih izkušenj v povezavi s tendenco poročenih žensk, da zapustijo visoko plačane in zahtevne službe. Ženske se namreč pogosto poročajo z moškimi, ki so premožnejši od njih. V primeru ženske z visokim zaslužkom ima njen mož pogosto še višji zaslužek, vendar zato dela več kot 8 ur na dan. Posledično se te uspešne ženske pogosto odločijo poiskati službo, ki je bolj fleksibilna in manj zahtevna in imajo tako več časa zase in za svojo družino in otroke – zgolj 25% študentk medicine je izrazilo željo po polni zaposlitvi med časom, ko so njihovi otroci še majhni. To pomeni, da obstaja velik osip med ženskami, ki so zaposlene na visoko plačljivih delovnih mestih okoli 30. leta, zaradi česar jih veliko manj doseže zahtevan nivo izkušenj. Če vzamemo kot primer ginekologe – samo 12% žen poročenih ginekologov je bilo zaposlenih v primerjavi z 96% mož poročenih ginekologinj.

### Zaključek
Skratka, novejše študije vedno bolj nakazujejo, da diskriminacija ni poglavitni razlog za kontinuirano neenako zastopanost moških in žensk v določenih poklicnih sferah. Več poudarka se daje predvsem interesom, ki se med posamezniki obeh spolov močno razlikujejo. Faktor pa so tudi življenjske vrednote, pri čemer ženske pogosteje večji pomen pripisujejo preživljanju časa z družino kot maksimizaciji zaslužka.